# إليك جاكسون (لاعب كرة قدم)
إليك جاكسون (بالإنجليزية: Alec Jackson) (29 مايو 1937 في المملكة المتحدة - 10 أغسطس 2023) هو لاعب كرة قدم بريطاني في مركز مهاجم داخلي. لعب مع برمنغهام سيتي ونادي والسول ووست بروميتش ألبيون ونادي راشل أوليمبيك ونادي كيدرمينستر هاريرز لكرة القدم ونونيتون بورو ‏ وغورنال أثلتيك ‏ ودارلاستون تاون.

## وصلات خارجية
- إليك جاكسون على موقع قاعدة بيانات كرة القدم.إي يو (الإنجليزية)